# Раколана (Удине)
Раколана је насеље у Италији у округу Удине, региону Фурланија-Јулијска крајина.
Према процени из 2011. у насељу је живело 132 становника. Насеље се налази на надморској висини од 381 м.